# Kathryn Bigelow
Kathryn Ann Bigelow (n. 27 noiembrie 1951, San Carlos⁠(d), California, SUA) este o regizoare americană. A devenit celebră pentru filmul horror Crepuscul (1987), și pentru filmul de acțiune Point Break (1991). În 2010 a cunoscut consacrarea grație dramei de război Misiuni periculoase, film care a câștigat premiul Oscar și premiul BAFTA în 2010 și a fost nominalizat pentru Globul de Aur.

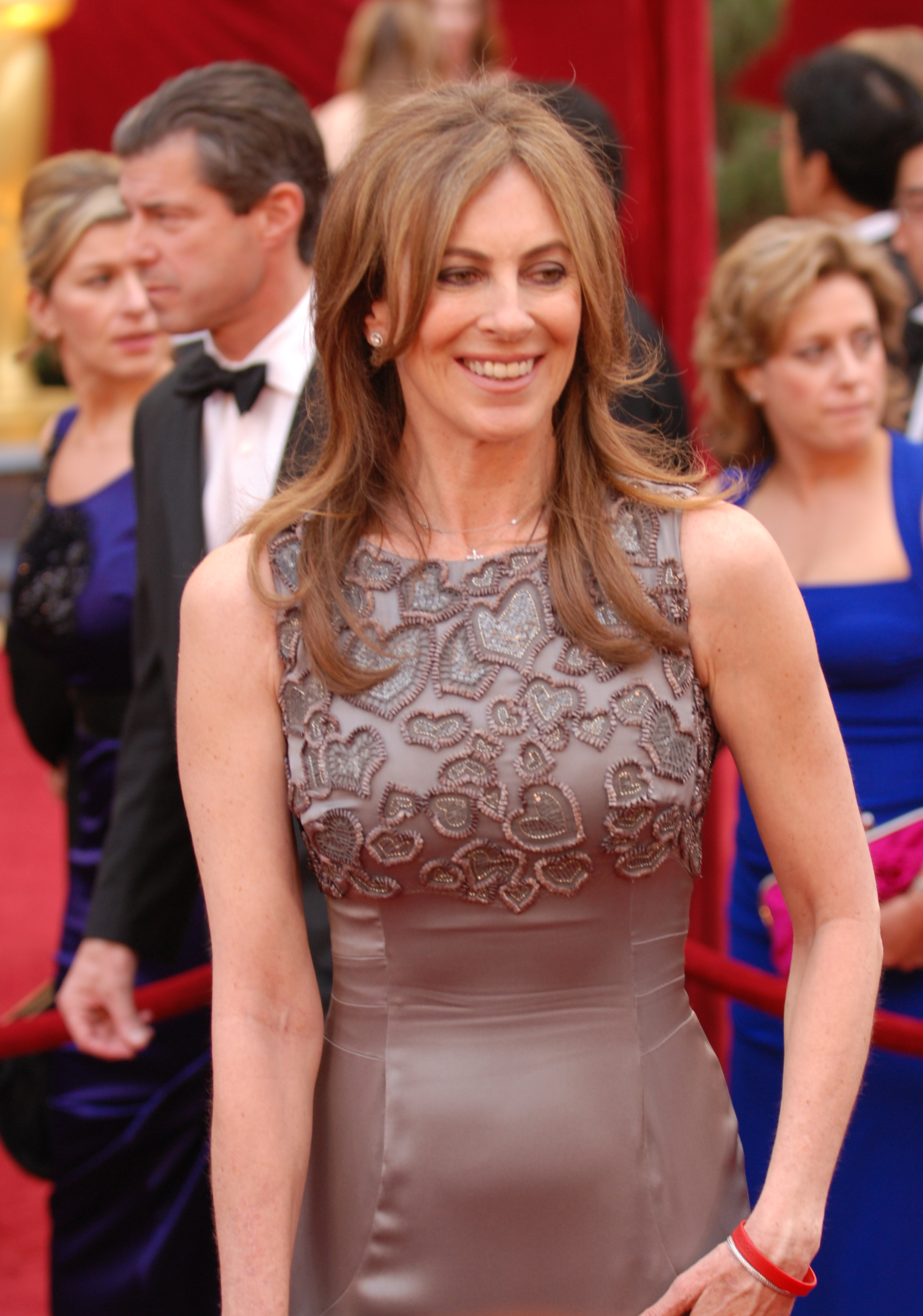
Bigelow la Premiile Oscar 2010

Prin decernarea premiului Oscar pentru regia filmului The Hurt Locker, Kathryn Bigelow a devenit prima femeie câștigătoare a premiului Oscar pentru cel mai bun regizor. A primit și premiul BAFTA pentru același film pentru munca sa de regizor.

## Filmografie
| An   | Film                    | Rol                | Note                                                                                  |
| ---- | ----------------------- | ------------------ | ------------------------------------------------------------------------------------- |
| 1982 | The Loveless            | Regizor/Scenarist  |                                                                                       |
| 1987 | Crepuscul               | Regizor/Scenarist  | Nominalizare — Premiul Saturn pentru regie                                            |
| 1989 | Crime în numele iubirii | Regizor/Scenarist  |                                                                                       |
| 1991 | La limita extremă       | Regizor            |                                                                                       |
| 1995 | Amintiri periculoase    | Regizor            | Premiul Saturn pentru regie                                                           |
| 2000 | Ape tulburi             | Regizor            | Nominalizare — Premiul Golden Shell la Festivalul Internațional de film San Sebastián |
| 2002 | K-19: Submarinul ucigaș | Regizor/Producător |                                                                                       |
| 2009 | Misiuni periculoase     | Regizor/Producător | Premii și nominalizări                                                                |
| 2012 | Misiunea 00.30          | Director/Producer  | Premii și nominalizări                                                                |

### Televiziune
- Wild Palms: "Rising Sons" (1993) miniserie
- Homicide: Life on the Street: "Fallen Heroes" Parts 1 & 2 (1998)
- Homicide: Life on the Street: "Lines of Fire" (1999)
- Karen Sisco: "He Was a Friend of Mine" (2004)